# Henry Bender
Henry Bender (Berlim, 1 de outubro de 1867 – Berlim, 14 de maio de 1933), nasceu Harry Bandheimer, foi um ator alemão da era do cinema mudo. Ele atuou em 1913 filmes entre 1908 e 1933.

## Filmografia selecionada

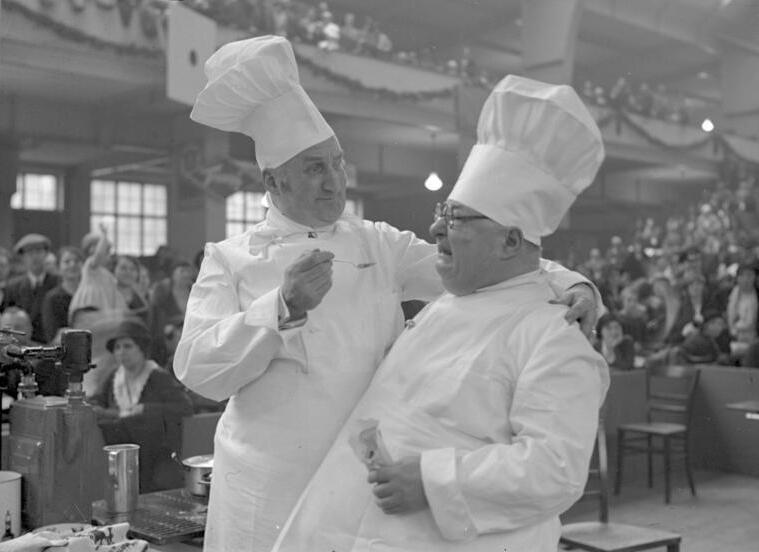
Henry Bender (à direita) com Leopold von Ledebur, 1932

- 1908: Schutzmann-Lied
- 1915: Wie werde ich Amanda los?
- 1918: Fauvette
- 1918: Meiers lassen sich scheiden
- 1918: Wer nicht in der Jugend küßt
- 1930: Nur Du
- 1930: Drei Tage Mittelarrest
- 1931: So'n Windhund
- 1931: Der Schlemihl
- 1932: Holzapfel weiß alles
- 1932: Lumpenkavaliere